# Satava
Satava är en ö i Finland och en stadsdel i Åbo. Den ligger i landskapet Egentliga Finland, söder om ön Hirvensalo och norr om ön Kakskerta.
Stadsdelen Satava innehåller också de närliggande öarna Kulho och Järvistensaari.